# Atonement
Atonement — восьмой студийный альбом американской металкор-группы Killswitch Engage, выпущенный на лейбле Metal Blade Records 16 августа 2019 года. 25 июня 2019 года был выпущен сингл «Unleashed», и 5 августа того же года — «I Am Broken Too». Группа начала совместное турне по Северной Америке с Clutch в поддержку альбома в июле.

## История
Альбом был записан в течение двух лет; идеи для альбома начались ещё в 2017 году. Сессии записи имели место на обоих побережьях Соединённых Штатов, но они были приостановлены, когда у вокалиста Джесси Лича образовался полип в горле, после чего он в течение трех месяцев проходил речевую и вокальную терапию. Альбом был описан группой как «отражение упорства и страсти через испытания и страдания нашего существования», как «музыкально самая разнообразная пластинка, которую мы сделали как группа».

## Реакция
Рецензент Wall of Sound Рикки Ааронс написал, что Atonement «делает то, что есть у других релизов [группы], то есть собирает экспозицию и хуки в то, что мы ожидаем услышать как хрустящий брэйкдаун», но затем группа «неуклонно возвращает нас к началу», которое «удерживает олдскульных фанатов металла, но также привлекает более современных фанатов металкора». Ааронс пришёл к выводу, что «возможно, то, что Killswitch Engage сделали на этом альбоме, идеально, и поэтому это, может быть, их лучший альбом».

## Список композиций
| №                   | Название                               | Длительность |
| ------------------- | -------------------------------------- | ------------ |
| 1.                  | «Unleashed»                            | 4:35         |
| 2.                  | «The Signal Fire» (feat. Ховард Джонс) | 3:05         |
| 3.                  | «Us Against the World»                 | 3:19         |
| 4.                  | «The Crownless King» (feat. Чак Билли) | 3:10         |
| 5.                  | «I Am Broken Too»                      | 2:39         |
| 6.                  | «As Sure as the Sun Will Rise»         | 2:49         |
| 7.                  | «Know Your Enemy»                      | 3:51         |
| 8.                  | «Take Control»                         | 3:44         |
| 9.                  | «Ravenous»                             | 2:52         |
| 10.                 | «I Can't Be the Only One»              | 4:09         |
| 11.                 | «Bite the Hand That Feeds»             | 4:48         |
| Общая длительность: | Общая длительность:                    | 39:01        |

## Участники
- Джесси Лич — ведущий вокал
- Адам Дуткевич — гитара, бэк-вокал, продюсер, звукоинженер
- Джоэл Строцель — гитара, бэк-вокал
- Майк Д’Антонио — бас-гитара, арт-директор и макетирование
- Джастин Фоули — барабаны
- Ховард Джонс — дополнительный вокал на «The Signal Fire»
- Чак Билли — дополнительный вокал на «The Crownless King»
- Даниэль Каслман — помощник звукоинженера
- Энди Снип — сведение, мастеринг
- Ричи Беккет — иллюстрация на обложке
- Трэвис Шинн — фотографии группы для обложки

## Позиции в чартах
| Чарты (2019)                        | Пиковая позиция |
| ----------------------------------- | --------------- |
| Австралия (ARIA)                    | 4               |
| Австрия (Ö3 Austria)                | 16              |
| Бельгия/Фландрия (Ultratop)         | 23              |
| Бельгия/Валлония (Ultratop)         | 70              |
| Канада (Canadian Albums Chart)      | 17              |
| Финляндия (Suomen virallinen lista) | 12              |
| Франция (SNEP)                      | 161             |
| Германия (Offizielle Top 100)       | 11              |
| Шотландия (Scottish Albums Chart)   | 7               |
| Испания (PROMUSICAE)                | 55              |
| Швейцария (Schweizer Hitparade)     | 9               |
| Великобритания (UK Albums Chart)    | 13              |
| США (Billboard 200)                 | 13              |
| Япония (Billboard Japan)            | 93              |
| Япония (Oricon)                     | 60              |